# IV Koncert na róg (KV 495)
IV Koncert na róg Es-dur KV 495 – Koncert na róg i orkiestrę skomponowany przez Wolfganga Amadeusa Mozarta, ukończony w 1786. Zadedykowany Jozephowi Leutgebowi (przyjacielowi Mozarta, handlarzowi serami i grającemu na rogu), ostatni koncert na ten instrument napisany przez Mozarta.

## CzęściKoncertu
1. Allegro moderato
2. Romance (Andante)
3. Rondo: Allegro vivace